# Haus Lulli

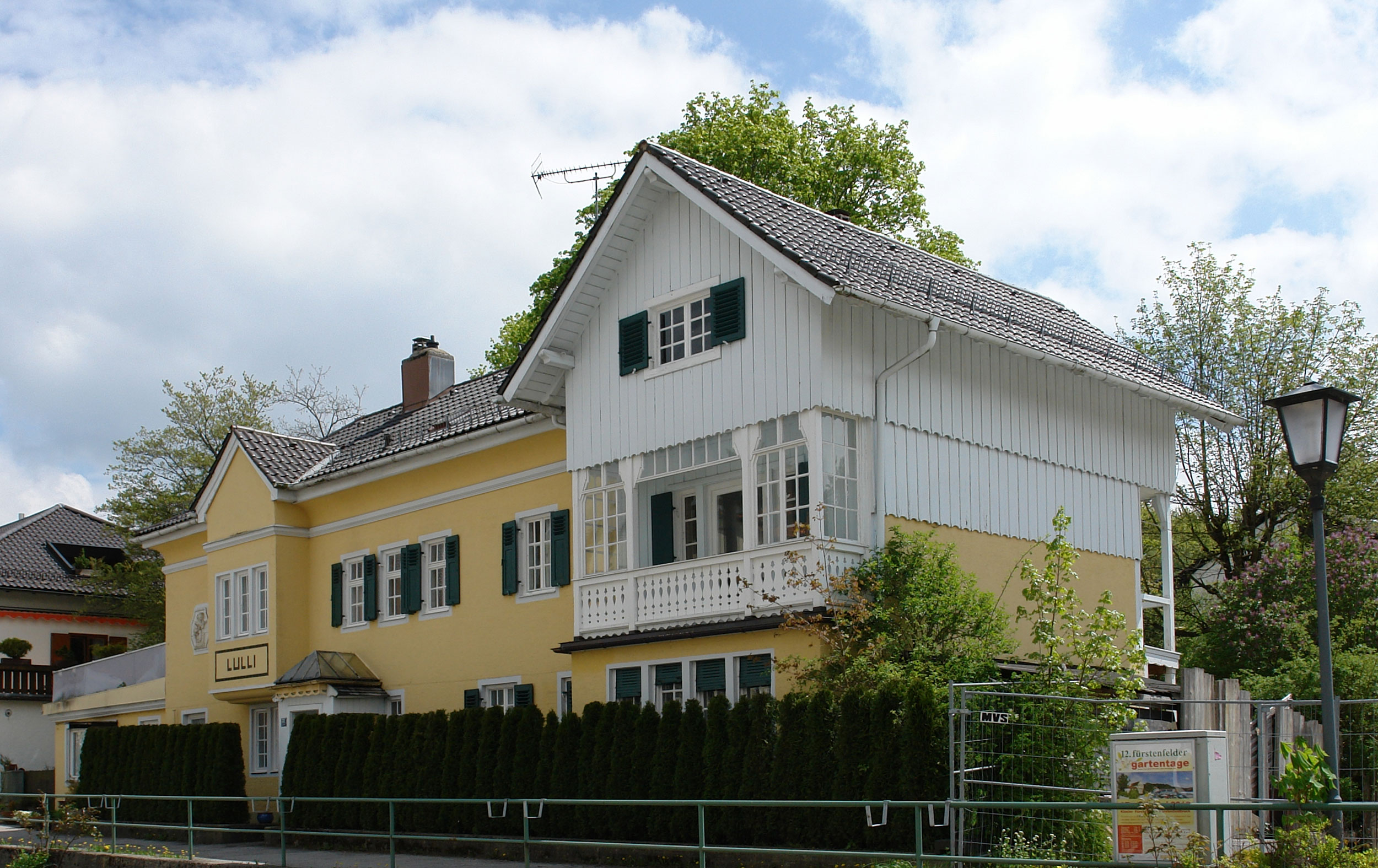
Haus Lulli in Feldafing

Das Haus Lulli in Feldafing, einer Gemeinde im oberbayerischen Landkreis Starnberg, wurde 1923 errichtet. Das Wohnhaus in der Bahnhofstraße 31 ist ein geschütztes Baudenkmal.
Das Gebäude wurde nach Plänen des Architekten Erdmann Hartig (1857–1925) errichtet. Der zweigeschossige Walmdachbau, mit Erker an der nördlichen und Giebelrisalit an der südlichen Traufseite, besitzt westlich einen riegelartig vorgelagerten Satteldachbau mit Lauben und teilweise verschaltem Obergeschoss.